# Paul Clifford
Paul Clifford è un romanzo dello scrittore britannico Edward Bulwer-Lytton.
Pubblicato nel 1830, è incentrato sulle vicende di Paul Clifford, un uomo che conduce una doppia vita: come criminale e come gentiluomo. Il testo inizia con la famosa frase "era una notte buia e tempestosa".

## Trama
Paul Clifford è un'opera in tre volumi. È la storia travagliata di un giovane che si dibatte nelle difficoltà della vita dell'epoca, cercando di sfuggire dal corso che il destino gli ha assegnato.